# Kiwi (chim)
Chim Kiwi là những loài chim không bay bản địa New Zealand, thuộc chi Apteryx, họ Apterygidae. Kích cỡ khoảng bằng gà nhà, kiwi cho đến nay là những loài chim chạy còn sống nhỏ nhất (cũng gồm đà điểu châu Phi, đà điểu Emu, đà điểu Nam Mỹ và đà điểu đầu mào). Trong lớp Chim, trứng của chúng có kích thước lớn nhất khi so với kích thước cơ thể.
So sánh chuỗi DNA cho thấy rằng kiwi có quan hệ gần với những loài chim voi tuyệt chủng tại Madagascar hơn là với moa cũng sống ở New Zealand. Có năm loài còn sinh tồn, một vài trong số đó là loài dễ thương tổn, một là loài dễ bị đe dọa. Chúng đều từng bị ảnh hưởng nặng bởi nạn phá rừng nhưng nay những khu rừng rộng lớn nơi chúng sống đều được bảo vệ tốt trong vườn quốc gia và khu dự trữ sinh quyển. Hiện tại, mối đe dọa lớn hơn cả với chúng là loài xâm lấn ăn thịt.
Những đặc điểm thích nghi riêng của kiwi là chân ngắn, mập mạp, trứng to, hai lỗ mũi ở chóp mõm giúp chúng phát hiện mồi trước khi nhìn thấy.
Kiwi là biểu tượng của New Zealand, và sự gắn kết mạnh đến nỗi Kiwi trở thành một tên gọi thân thuộc cho người New Zealand.

## Tên gọi
Tên tiếng Māori kiwi thường được cho là mô phỏng theo tiếng kêu. Tuy vậy, một số nhà ngôn ngữ phát nguyên từ này từ từ *kiwi trong ngôn ngữ Polynesia nguyên thủy, chỉ Numenius tahitiensis, một loài chim di trú về miền nhiệt đới vào mùa đông. Với mỏ dài cong và bộ lông nâu, N. tahitiensis mang nét tương đồng với kiwi. Ta có thể giả thuyết rằng khi người Polynesia đặt chân lên đảo, họ đã lấy từ kiwi để đặt cho thứ chim mới bắt gặp này. Tên chi Apteryx có nghĩa là "cụt cánh" trong tiếng Hy Lạp cổ đại: a-, "thiếu, không có"; pterux, "cánh".